# 京都郵便局
京都郵便局（きょうとゆうびんきょく）は、京都府城陽市にある一般客向け窓口、ATMを持たないタイプの郵便局（地域区分局）である。

## 概要
住所：京都府城陽市寺田塚本220（郵便番号610-8799)
京都府（大阪府島本町を含む）、滋賀県で集配される郵便物、ゆうパックの区分業務を行う地域区分局として2018年2月19日に開局した。近畿地方では新大阪郵便局に次ぐ2番目の大型拠点となる。仕分け業務と大口の郵便物およびゆうパックの引き受けを行い、一般向けのポストやゆうゆう窓口、郵便、貯金、保険の窓口、ATMは設けられていない。
開局に伴い京都中央郵便局、福知山郵便局、大津中央郵便局の区分業務が本局に移管された。2018年時点で1日あたり郵便約380万通、ゆうパック約8万個を取り扱う。
新名神高速道路および京奈和自動車道の城陽ICの北に位置する。
企業から商品の保管、梱包、発送を受託する物流センターの機能も併設される。

## 沿革
- 2018年（平成30年）2月19日 - 京都郵便局として開局[3]。京都中央郵便局から地域区分局業務を移管。（郵便番号上2桁が60、61の地域）
- 2018年（平成30年）3月12日 - 大津中央郵便局、福知山郵便局から地域区分局業務を移管。（郵便番号上2桁が52、62の地域）

## 取扱業務
- 滋賀県および京都府、大阪府島本町（郵便番号上2桁が52、60、61および62の地域）の区分業務[3]

## 周辺
- E1A 新名神高速道路 城陽インターチェンジ
- E24 京奈和自動車道 城陽ジャンクション
- 国道24号
- 近鉄京都線寺田駅
- JR学研都市線大住駅